# Kurt Angle
Kurt Steven Angle (født 9. december 1968) er en amerikansk wrestler, skuespiller og OL-guldvinder i brydning. Han er på kontrakt med Total Nonstop Action Wrestling (TNA). Han er en 10-dobbelt verdensmester inden for wrestling og mest kendt for sin tid i World Wrestling Entertainment (WWE). 

## Brydekarriere
Kurt Angle dyrkede amatørbrydning i både gymnasiet og på universitet, og han vandt flere mesterskaber som amatør. Han vandt blandt andet bronze ved World Cup i 1992 og sølv i 1995. I 1995 vandt han VM i sværvægt,, og han var derfor blandt favoritterne ved OL 1996 på hjemmebane i Atlanta. Han nåede som forventet til finalen, hvor han mødte en anden favorit, iraneren Abbas Jadidi, og ingen af bryderne havde held til at få overtaget. Da tiden løb ud, var stillingen 1-1, og normalt ville kampen derfor skulle afgøres på advarsler om passivitet, men også her stod de to lige, hvorfor kampen blev afgjort af kamplederen, der tildelte sejren og guldmedaljen til Angle, mens Jadidi faldt på knæ og bønfaldt om at få kamplederen til at omgøre afgørelsen, uden held. Jadidi fik derfor sølv, mens bronzen gik til Arawat Sabejew fra Tyskland.

## Wrestlingkarriere
Efter OL blev Angle professionel, da han i 1998 skrev kontrakt med wrestlingorganisationen World Wrestling Federation (WWF). Han begyndte at få succes i 2000, hvor han vandt WWF European Championship og WWF Intercontinental Championship. Kort efter fik Angle også sine første VM-titelkampe i WWF, og han forblev én af organisationens største stjerner indtil august 2006, hvor Angle forlod WWE (tidligere WWF). I sin tid i WWE blev han seksdobbelt verdensmester, idet han vandt WWE Championship fire gange, samt både WWE World Heavyweight Championship og WCW Championship. Derudover vandt han også en række andre titler, heriblandt WCW United States Championship, WWF Hardcore Championship og WWE Tag Team Championship. I 2000 vandt han desuden også King of the Ring-turneringen.
Efter han forlod WWE, skrev han kontrakt med Total Nonstop Action Wrestling (TNA), hvor han vandt VM-titlen yderligere fire gange. I 2010 indstillede Angle karrieren efter et nederlag ved TNA's Bound for Glory i en kamp om TNA World Heavyweight Championship mod Jeff Hardy og Mr. Anderson. Samme år blev han kåret til årtiets wrestler af Wrestling Observer Newsletter.

### VM-titler
Kurt Angle er en 11-dobbelt verdensmester. Han har vundet VM-titlen seks gange i World Wrestling Entertainment og fiem gange i Total Nonstop Action Wrestling. I de organisationer har Angle dog vundet en række forskellige VM-titler, bl.a. WWF Championship, WCW Championship, WWE World Heavyweight Championship, NWA World Heavyweight Championship og TNA World Heavyweight Championship.
| Nr. | VM-titel                           | Modstander      | Org.    | Dato               | Show             | Dage | Efterfølger  |
| --- | ---------------------------------- | --------------- | ------- | ------------------ | ---------------- | ---- | ------------ |
| 1   | WWF Championship                   | The Rock        | WWF/WWE | 22. oktober 2000   | No Mercy         | 126  | The Rock     |
| 2   | WCW Championship                   | Booker T        | WWF/WWE | 24. juli 2001      | SmackDown        | 6    | Booker T     |
| 3   | WWF Championship                   | Steve Austin    | WWF/WWE | 23. september 2001 | Unforgiven       | 15   | Steve Austin |
| 4   | WWE Championship                   | Big Show        | WWF/WWE | 15. december 2002  | Armageddon       | 105  | Brock Lesnar |
| 5   | WWE Championship                   | Brock Lesnar1   | WWF/WWE | 27. juli 2003      | Vengeance        | 51   | Brock Lesnar |
| 6   | WWE World Heavyweight Championship | Ledig2          | WWF/WWE | 10. januar 2006    | SmackDown        | 82   | Rey Mysterio |
| 7   | NWA World Heavyweight Championship | Christian Cage3 | TNA     | 13. maj 2007       | Sacrifice        | 0    | Ledig        |
| 8   | TNA World Heavyweight Championship | Ledig           | TNA     | 17. juni 2007      | Slammiversary    | 119  | Sting        |
| 9   | TNA World Heavyweight Championship | Sting           | TNA     | 16. oktober 2007   | TNA Impact!      | 180  | Samoa Joe    |
| 10  | TNA World Heavyweight Championship | Mick Foley4     | TNA     | 21. juni 2009      | Slammiversary    | 91   | A.J. Styles  |
| 11  | TNA World Heavyweight Championship | Sting           | TNA     | 7. august 2011     | Hardcore Justice | 72   | James Storm  |

1 Kampen var en triple threat match, der også involverede Big Show.

2 Kampen var en battle royal med 20 wrestlere om den ledige VM-titel.

3 Kampen var en three-way match, der også involverede Sting.

4 Kampen var en King of the Mountain match, der også involverede Samoa Joe, Jeff Jarrett og A.J. Styles.

## Filmkarriere
I 2009 fik Angle filmdebut, og siden har han haft en række mindre roller i tv- og spillefilm samt lagt stemme til en række videospil, særligt wrestling-spil.